# Канадская береговая охрана
Кана́дская берегова́я охра́на (англ. Canadian Coast Guard, CCG, фр. Garde côtière canadienne, GCC) — береговая охрана Канады. Является федеральным агентством, отвечающим за обеспечение морских поисково-спасательных операций (ПСО), навигационные средства, мероприятия в случае загрязнения моря, морскую радиосвязь и колку льда. В отличие от некоторых других служб береговой охраны, например Береговой охраны США, КБО является гражданской организацией и не выполняет никаких военных или правоохранительных функций.
Штаб-квартира Канадской береговой охраны находится в Оттаве (Онтарио) и является специальным исполнительным органом в составе Министерства рыболовства и океанов.

## Географическая зона ответственности
Полномочия КБО распространяются на береговую линию Канады, самую длинную в мире протяжённостью 202 080 км. Она работает в океанских и внутренних водах общей площадью примерно 2,3 миллиона квадратных морских миль (8 миллионов км²).

## История

### Предшествующие агентства и формирования (1867—1962)

Гюйс Канадской береговой охраны

Первоначально работой, которую в настоящее время выполняет КБО, занимались различные федеральные министерства и даже военно-морской флот. После Конфедерации в 1867 г. для вспомоществования мореходству (в те времена под этим имелись в виду, в первую очередь, маяки), для морской безопасности и поисково-спасательных работ федеральное правительство передало большое число полномочий Морской службе Министерства морского флота и рыболовства, за исключением некоторых полномочий в сфере водных путей, оставшихся у Канального отделения Министерства железных дорог и каналов. На восточном и западном побережьях были открыты шлюпочные станции как часть Канадской службы спасания на водах; одной из первых в стране была станция на острове Сейбл. На тихоокеанском побережье служба использовала Доминионное шоссе спасания на водах (современное шоссе Уэст-Кост), которое обеспечивало выжившим при кораблекрушениях у ненадёжного тихоокеанского побережья острова Ванкувер связь с населёнными пунктами.
После того как Министерство морского флота и рыболовства было разделено на несколько министерств, за службу береговой охраны федерального правительства стало отвечать Министерство морского флота. В течение межвоенного периода подобные функции выполняли и ВМС Канады, когда военно-морской флот колебался на грани превращения в гражданскую организацию. Законы о таможенных пошлинах и государственных сборах охранялись морским отделом Королевской канадской конной полиции. При правительственной реорганизации в 1936 г. Министерство морского флота и его Морская служба вместе с некоторыми другими правительственными министерствами и агентствами вошли в состав нового Министерства транспорта.
После Второй мировой войны Канада испытала значительный рост океанской торговли, который достиг максимума с открытием морского пути Святого Лаврентия в 1958 г. Судостроительная промышленность Восточной Канады изменялась и требовала увеличения роли федерального правительства на Великих озёрах и Атлантическом побережье, а также большего присутствия на Арктическом и Тихоокеанском побережьях в целях суверенитета. Правительство премьер-министра Джона Дифенбейкера решило закрепить обязанности Морской службы Министерства транспорта и 26 января 1962 г. в подчинении МТ была образована Канадская береговая охрана. Одним из наиболее интересных объектов, унаследованных береговой охраной, стал ледокол Лэбрадор, переданный от ВМС Канады.

### Годы развития (1962—1990)

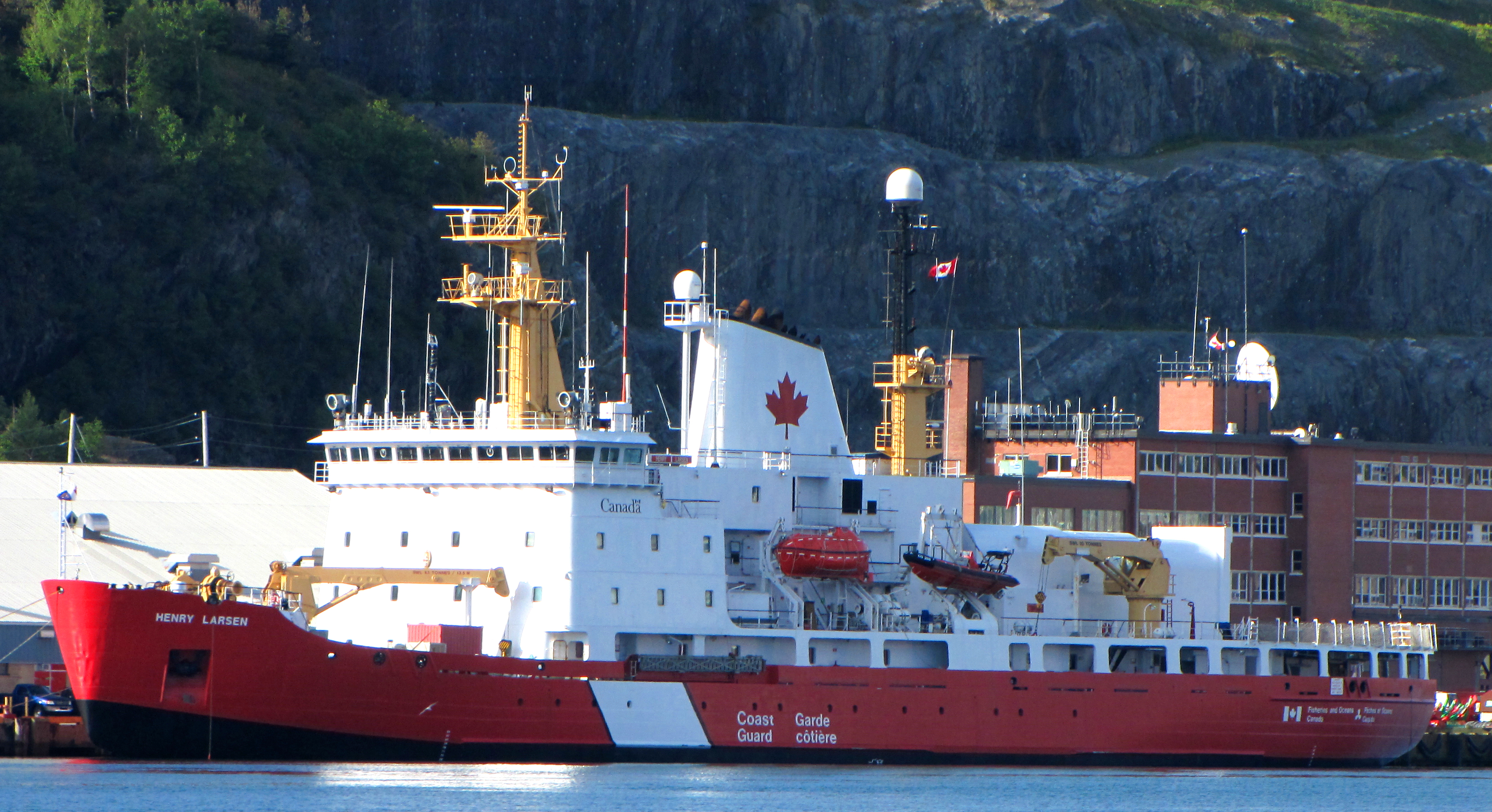
ККБО Хенри Ларсен в доке на базе КБО Сент-Джонс в Сент-Джонсе (Ньюфаундленд и Лабрадор)

Вслед за созданием КБО, с 1960-х по 1980-е гг., наступил период развития. Устаревшие корабли КБО, унаследованные от Морской службы, были запланированы к замене наряду с закупкой множества новых кораблей из-за увеличившейся роли организации. Новые корабли, построенные по дополнительной национальной кораблестроительной стратегии, для чего КБО заключила контракты с канадскими верфями, выходили со стапелей в течение т. н. «золотого века» организации.
Кроме расширения географических полномочий на Великие озёра, быстрыми темпами росло прибрежное и морское судоходство: появился новый транспортный маршрут для перевозки лабрадорской железной руды, увеличился объём погрузочно-разгрузочных работ в крупных портах страны, появилась необходимость развития и патрулирования арктических владений — всё это требовало дополнительных кораблей и авиации. Федеральное правительство также начало разрабатывать ряд баз КБО рядом с крупными портами и морскими путями на юге Канады, например, в Виктории (Британская Колумбия), Дартмуте (Новая Шотландия) и Парри-Саунде (Онтарио).
Расширение флота КБО требовало новых судоходных и технических офицеров и членов экипажей. Для этих целей в 1965 г. на бывшей базе военно-морского флота ККЕВ Протектор на мысе Эдвард (Новая Шотландия) в гавани Сидни на острове Кейп-Бретон был открыт Колледж Канадской береговой охраны. К концу 1970-х гг. колледж уже не убирался во временных зданиях военно-морского флота, и в 1981 г. в соседнем поселении Уэстмаунт был открыт новый кампус.

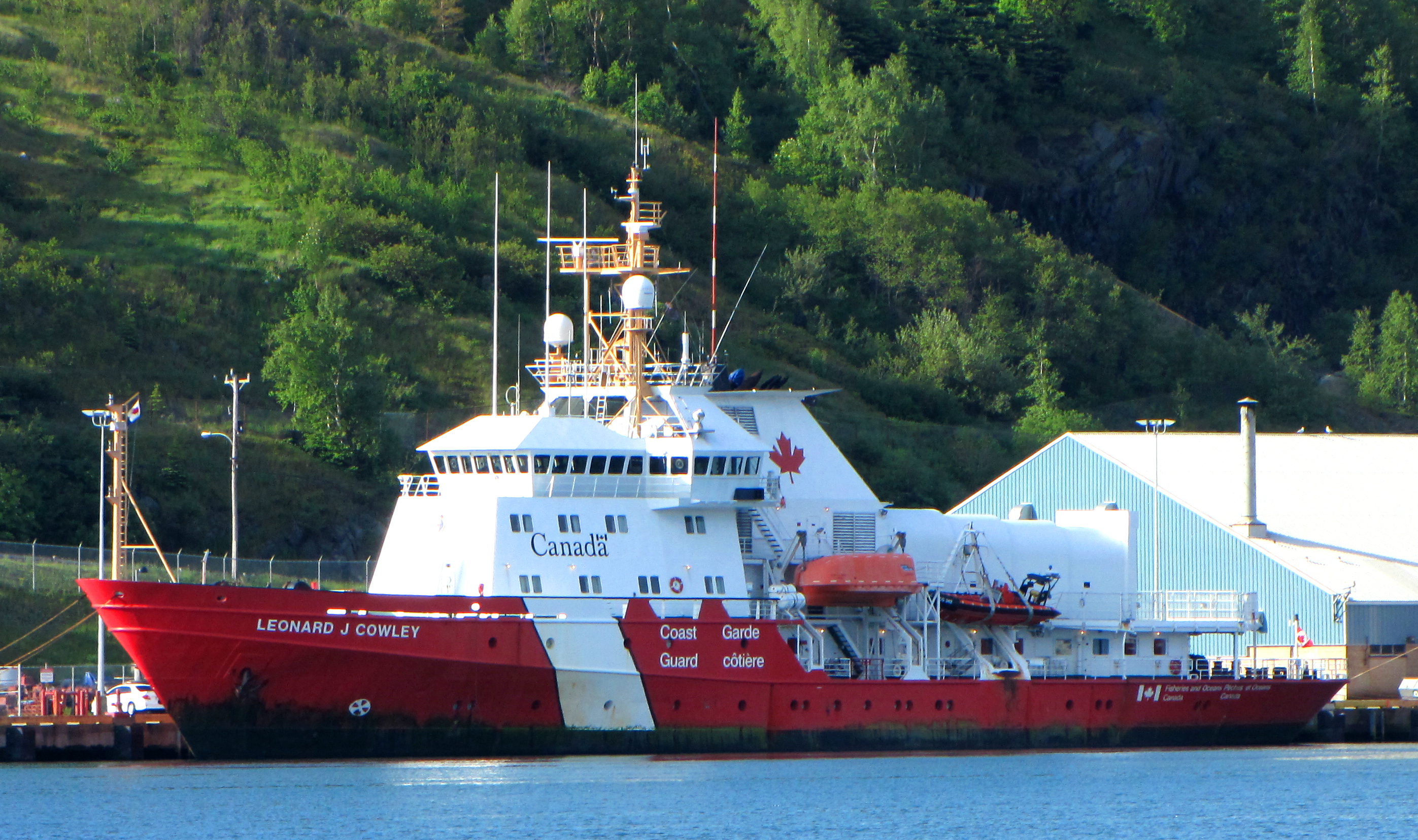
ККБО Ленард Джей Коули в доке на базе КБО Сент-Джонс в Сент-Джонсе (Ньюфаундленд и Лабрадор)

В середине 1980-х гг., после того как по Северо-Западному проходу, считавшемуся Канадой своими территориальными, а США — международными водами, прошёл КБОСША Полар Си, достигло критической точки давнее разногласие между США и Канадой по вопросу о правовом статусе прохода. В период возросшего вследствие этого национализма консервативная администрация Брайана Малруни объявила о планах по постройке нескольких огромных ледоколов класса Polar 8, которые должны были использоваться в основном для патрулирования владений.
Однако в конце 1980-х гг., в рамках общего правительственного урезания бюджета от предложенного класса Полар 8 отказались, и вместо него была введена программа модернизации кораблей. Последовавшее в середине 1990-х гг. после смены правительства дополнительное урезание бюджета КБО привело к выводу из состава флота старых кораблей КБО, построенных в 1960-е и 1970-е гг.
Со времени своего создания в 1962 г. и до 1995 г. КБО находилась в ведении Министерства транспорта. Министерство и КБО имели взаимодополняющие полномочия в сфере морской безопасности: МТ отвечало за реализацию транспортной политики, правил и проверок соблюдения требований техники безопасности, а КБО, среди всего прочего, оперативно отвечала за безопасность судоходства и поисково-спасательные работы.

### Урезание бюджета и бюрократический контроль (1994—2005)
По принятию бюджета 1994 года федеральное правительство объявило о передаче КБО из ведения Министерства транспорта в Министерство рыболовства и океанов. Причиной перемещения КБО в МРО была, якобы, экономия в расходах при объединении двух крупнейших гражданских флотов в рамках одного министерства в федеральном правительстве. Эксперты в то время противоречиво оценивали это вынужденное объединение как «Министерство рыбы и кораблей».
По такой схеме КБО окончательно стала отвечать за набор экипажа, действия и поддержание более крупного флота: как первоначального флота КБО по состоянию на момент объединения, состоящего из поисково-спасательных кораблей, плавучих баз со средствами обеспечения судовождения и многоцелевых ледоколов, так и меньшего по составу флота МРО, состоящего из научно-исследовательских и рыбоохранных кораблей — всё это без увеличения бюджета, так как совокупный бюджет КБО даже сократился после присоединения к ней патрульных и научных кораблей МРО.
В результате реорганизации обнаружились серьёзные камни преткновения, а именно различные практики управления и различия в организационной культуре в МРО по сравнению с МТ. МРО занимается сохранением и защитой рыбы посредством правоприменения, тогда как основной целью КБО является морская безопасность и поисково-спасательные работы. В КБО появилось правомерное беспокойство по поводу нежелания морского сообщества просить помощи у кораблей КБО, так как КБО рассматривается моряками в качестве правоохранительного органа. В начале 2000-х гг. федеральное правительство начало изучение возможности превращения КБО в отдельное агентство, не относящееся к какому-либо функциональному министерству и имеющее больше операционной независимости.

### Специальный исполнительный орган (2005)
В ходе одного из нескольких этапов реорганизации федеральных министерств после приведения к присяге кабинета министров премьер-министра Пола Мартина 12 декабря 2003 г. некоторые стратегическо-регулятивные полномочия (включая безопасность лодочного спорта и защита судоходных вод) были возвращены от КБО Министерству транспорта Канады для обеспечения единой точки зрения на проблемы, связанные с регулированием морской безопасности, хотя КБО сохранила операционную роль по некоторым из этих вопросов.
После этих изменений КБО к услугам КБО стало относиться следующее:
- Колка льда и защита арктических владений
- Поисково-спасательные работы, включая обеспечение Объединённых спасательных координационных центров МНО специалистами КБО, обученными и предназначенными для координации морских поисково-спасательных работ в соответствии с Законом о мореплавании в Канаде
- Защита окружающей среды
- Морские навигационные услуги, включая навигационные средства: контроль за буями, установка сигнальных станций, содержание маяков, ежегодная и ежемесячная публикация Уведомлений для моряков (NOTMAR) и Уведомлений для флота (NOTSHIP), а также трансляция Уведомлений для флота о безопасности по морским радиочастотам; публикация Морских радионавигационных данных (RAMNav) и Списка маяков, буев и туманных сигналов (Lights List)
- Услуги морской мобильной аварийной радиосвязи (морская радиосвязь, включая электронные навигационные системы)
- Услуги координации движения кораблей для безопасности их передвижения
- Поддержка научного промысла (базовая)
- Рыболовное правоприменение в открытом море и у побережья (базовое)
- Объединённые пограничные правоохранительные группы с КККП и Агентством Канадской пограничной службы (базовые)
- Морская поддержка других министерств федерального правительства

4 апреля 2005 министром рыболовства и океанов было объявлено, что КБО становится «специальным исполнительным органом», крупнейшим в федеральном правительстве. Хотя КБО по-прежнему остаётся в подчинении министра рыболовства и океанов, у неё появилось больше независимости в вопросах, которыми министерство занимается не в полной мере.
Например, в настоящее время все базы, навигационные средства, корабли, самолёты и личный состав КБО полностью находятся в ведении комиссара Канадской береговой охраны, который имеет ранг помощника-заместителя министра. Комиссар, в свою очередь, возглавляет штаб-квартиру КБО, которая разрабатывает бюджет организации. Такая схема напоминает отношения между Королевской канадской конной полицией, также возглавляемой комиссаром, и курирующим её Министерством общественной безопасности.
По состоянию на октябрь 2011 г. комиссаром является Марк Грегуар.
Реорганизация в специальный исполнительный орган отличалась от подобных процедур в рамках МТ и МРО, где зональные генеральные директора этих министерств отвечали за операции КБО в каждой отдельной зоне (где МРО, в отличие от МТ, столкнулось с проблемами). Теперь все операции КБО посредством заместителей в каждой зоне управляются комиссаром, который отвечает непосредственно перед министром рыболовства и океанов. Это управление и финансовая гибкость подкрепляется увеличением бюджета КБО на приобретение новых кораблей и других активов для её соответствия возросшей роли в обеспечении морской (то есть не военной) безопасности.
КБО продолжает предоставлять корабли и экипажи для поддержки научного промысла, правоприменения, охраны и требований защиты МРО. Изменения от превращения КБО в специальный исполнительный орган в составе МРО не повлияли на решение основных вопросов, поднятых всепартийным парламентским комитетом, исследовавшим неустойчивый моральный дух служащих КБО после её перевода из МТ в МРО и урезания бюджета с 1995 г. Этот комитет рекомендовал превратить КБО в отдельное агентство в составе МТ, чтобы её роль была сведена к полувоенной организации морской безопасности: её корабли рекомендовалось вооружить палубными орудиями, как у Береговой охраны США, а служащим предоставить статус сотрудников полиции для контроля применения федеральных законов в океанах и на Великих озёрах. В качестве компромисса КБО в настоящее время сотрудничает с Королевской канадской конной полицией (КККП) и Агентством Канадской пограничной службы (АКПС) в рамках объединённых пограничных правоохранительных групп (ОППГ), которые патрулируют канадские воды вдоль государственной границы.

### Модернизация флота (с 1990)

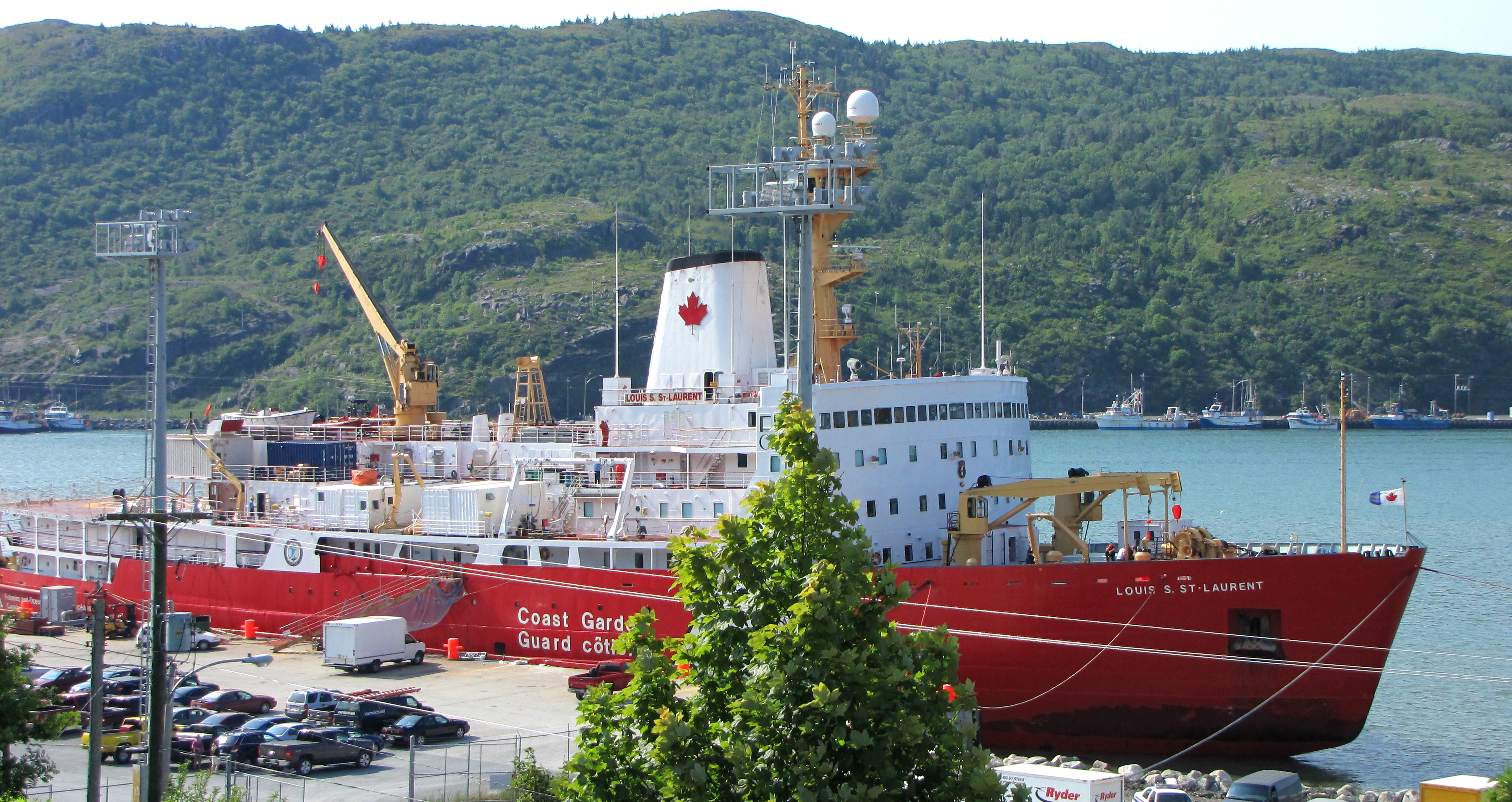
ККБО Луи Эс Сен-Лоран в доке на базе КБО Сент-Джонс в Сент-Джонсе (Ньюфаундленд и Лабрадор)

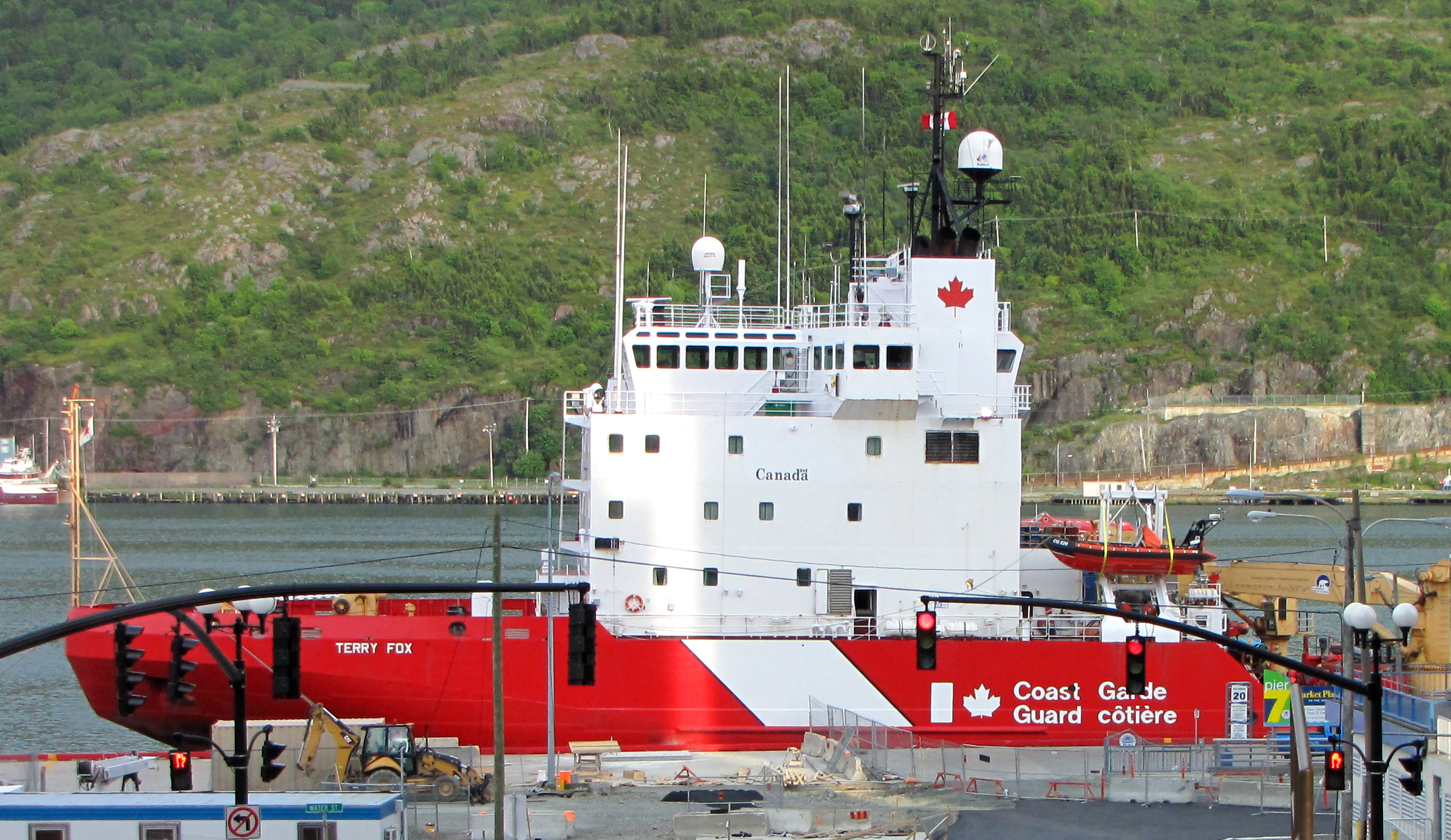
ККБО Терри Фокс в доке на базе КБО Сент-Джонс в Сент-Джонсе (Ньюфаундленд и Лабрадор)

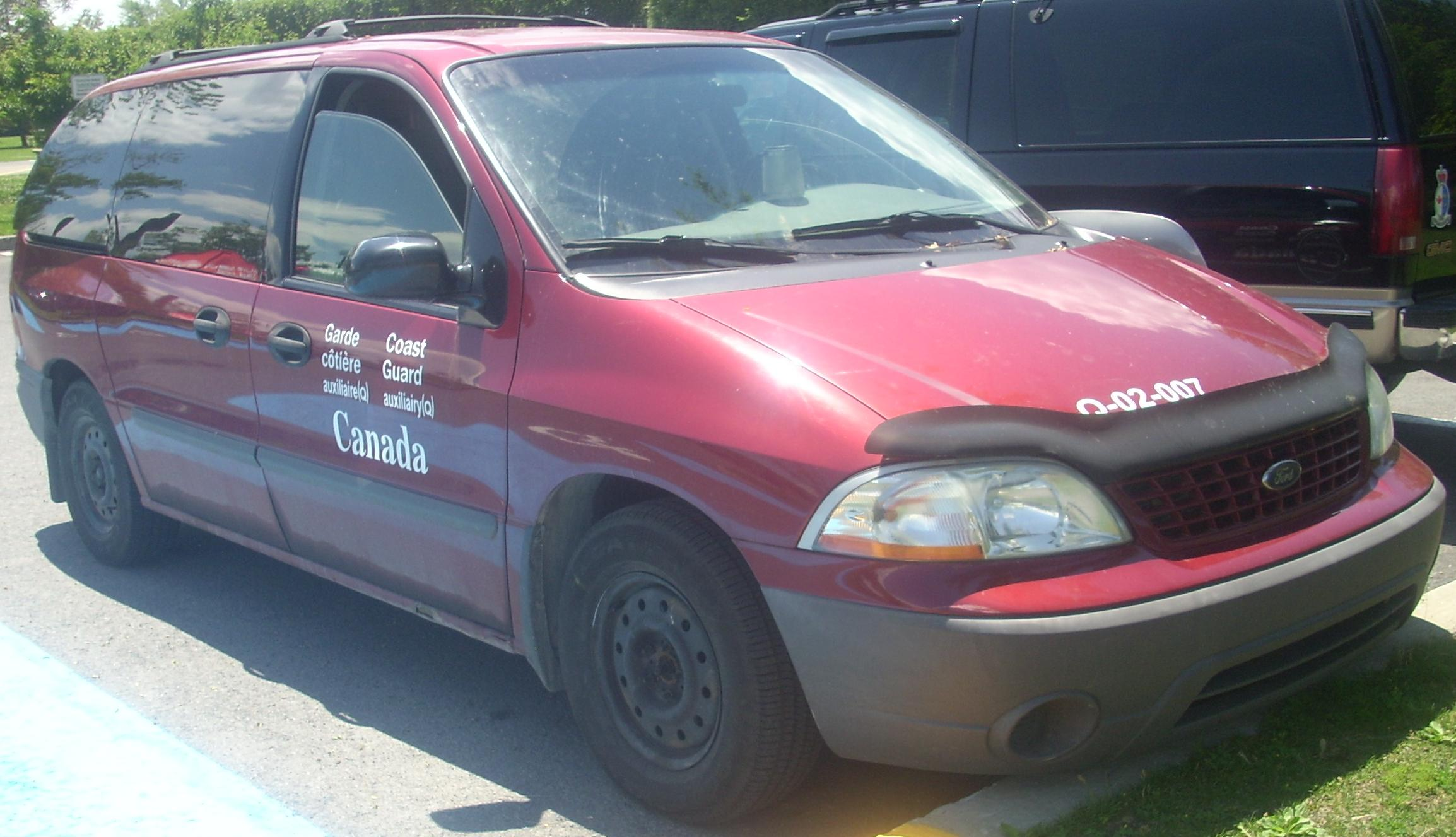
Ford Freestar Канадской береговой охраны

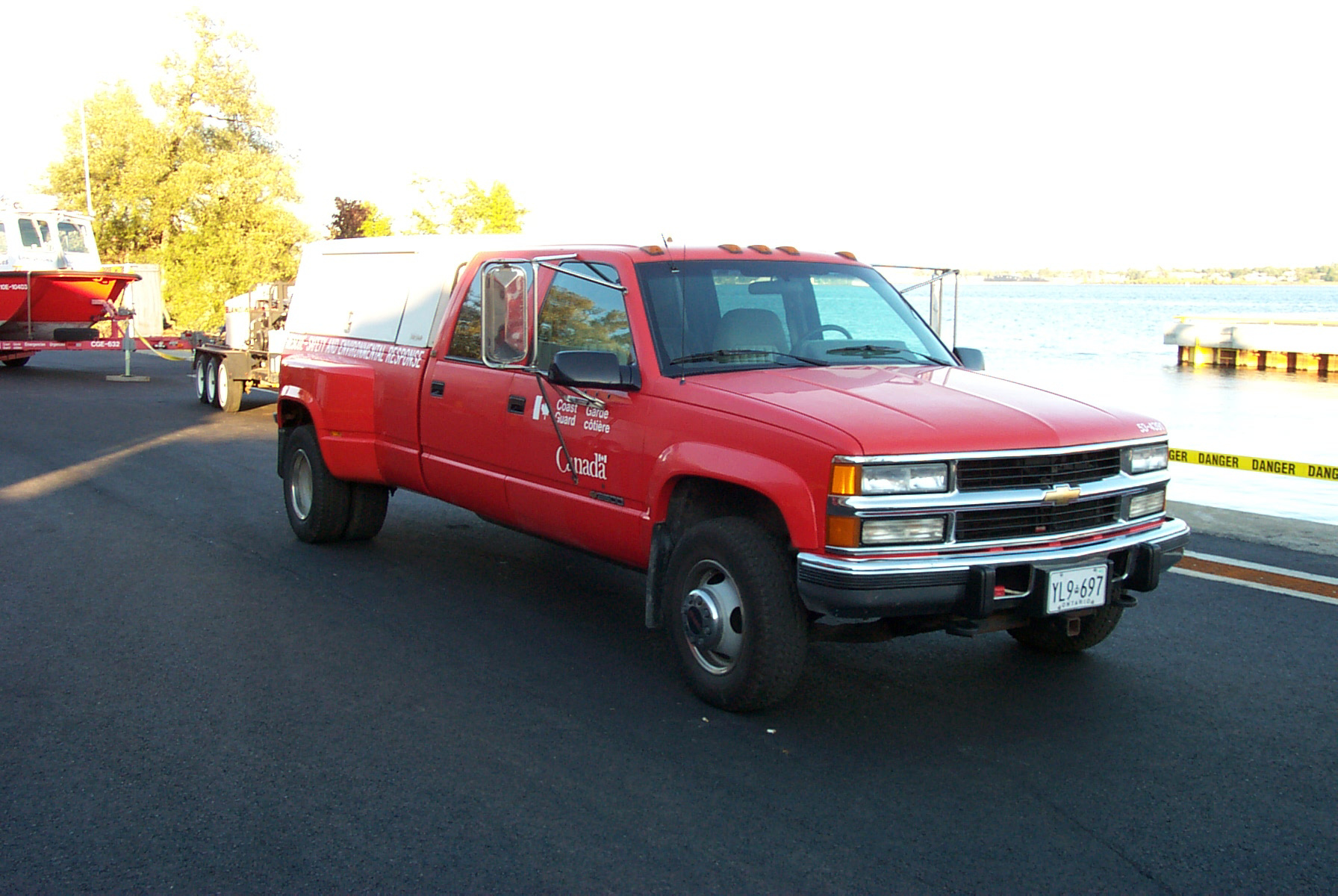
Типичный аварийный автомобиль КБО

В 1990-е — 2000-е гг. КБО обновила часть своего поисково-спасательного флота, заказав высокопрочные спасательные катера класса Эрун, разработанные британским Королевским обществом спасания на водах, для открытых береговых пространств и среднепрочные 47-футовые моторные спасательные шлюпки (обозначаемые КБО как класс Кейп), разработанные БОСША, для Великих озёр и защищённых береговых пространств. КБО заказала пять 47-футовых моторных спасательных шлюпок в сентябре 2009 г. в дополнение к 31 уже имеющейся. К числу новых кораблей, доставленных КБО в 2009 г., относятся транспортное средство на воздушной подушке ККБО Мамилосса и прибрежное научно-промысловое судно ККБО Келсо.
Несколько крупных кораблей в последние десятилетия подверглись значительному ремонту, особенно ККБО Луи Эс Сен-Лоран, что сняло необходимость приобретения ледоколов класса Полар 8.
В первое десятилетие XXI века КБО объявило о планах по проектам берегового патрульного корабля средней дальности (класс из 9 кораблей), ледокола класса «Полар» (уже названного ККБО Джон Джи Дифенбейкер) в дополнение к прибрежным и дальним научно-промысловым судам и нового океанографического научно-исследовательского судна в рамках модернизации флота.

## Организационная структура
В отличие от Береговой охраны США (БОСША), КБО является гражданской и не полувоенной организацией. Правоприменение в территориальных водах Канады входит в сферу ответственности федеральных полицейских сил, Королевской канадской конной полиции (КККП), так как все морские воды в Канаде относятся к федеральной (а не провинциальной) юрисдикции. Правоприменение в сфере морского рыболовства является особым полномочием рыболовных полицейских МРО.

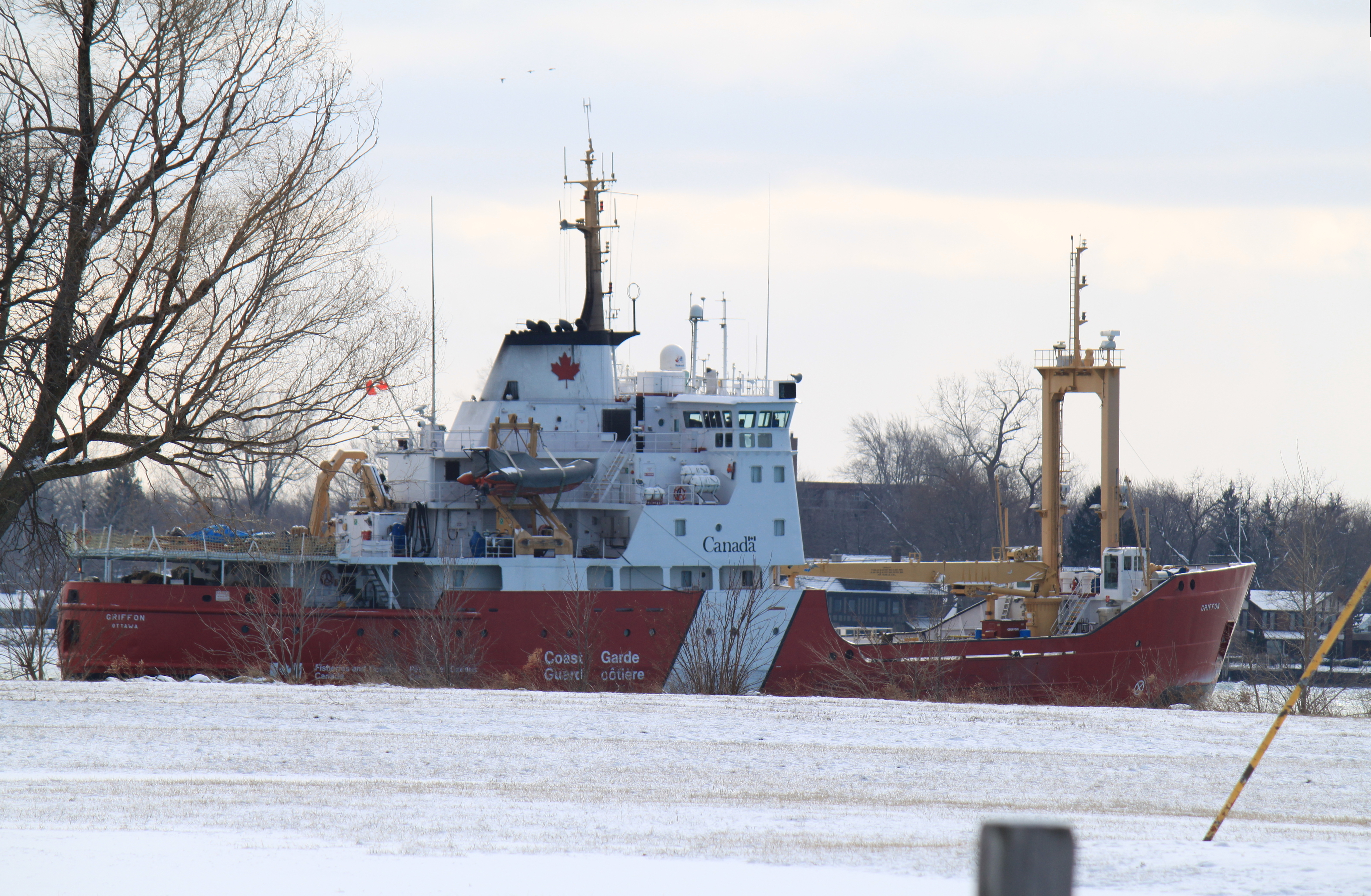
ККБО Гриффон, патрулирующий реку Детройт у Великих озёр

Также в отличие от БОСША, КБО не имеет «резервной» составляющей. Существуют Вспомогательные суда Канадской береговой охраны, которые являются отдельной некоммерческой организацией, в которой работает около 5000 гражданских волонтёров по всей Канаде, которые при необходимости участвуют в поисково-спасательных работах.
КБО не имеет военизированной структуры званий: её звания примерно соответствуют званиям гражданского торгового флота.
В конце октября 2010 г. правительство Стивена Харпера вынесло на обсуждение отчёт, в котором рекомендовалось вооружить ледоколы Канадской береговой охраны. Таким образом, министр рыболовства и океанов Гейл Ши представил ответ правительства на отчёт Рыболовного комитета Сената «Контроль над водами Канадской Арктики: Роль Канадской береговой охраны» от декабря 2009 г. В отчёте комитета Сената также рекомендовалось вооружить корабли Береговой охраны в Арктике.
Рэнди Босуэлл из Canwest News Service процитировал Майкла Байерса, эксперта по морскому праву, который использовал выражение «бесшумная власть палубного орудия».

### Функциональные подразделения
Управленческая и организационная структура КБО отражает её невоенную сущность. Главой КБО является «комиссар Канадской береговой охраны» (звание «комиссар» даётся и главе КККП, однако, «звание» и соответствующий знак отличия в КБО используются и выглядят иначе, чем в КККП или ВМС Канады).
Агентство КБО имеет несколько функциональных подразделений:
- Директорат флота
- Директорат морского обслуживания
- Объединённый директорат технического обслуживания
- Директорат крупных коронных проектов
- Объединённый директорат управления производственно-хозяйственной деятельностью
- Директорат обновления национальных трудовых ресурсов

### Оперативные зоны
КБО имеет деление на пять оперативных зон:
- Зона Ньюфаундленда и Лабрадора
- Приморская зона
- Квебекская зона
- Центрально-Арктическая зона
- Тихоокеанская зона

## Маяки и навигационные средства
КБО имеет одну из самых крупных в мире сетей навигационных буев, маяков и туманных горнов. Эти средства помогают морскому судоходству на атлантическом, тихоокеанском и арктическом побережьях и во внутренних водах.
КБО провела крупномасштабную программу автоматизации, которая началась в 1968 году и была в целом закончена в 1990-е годы. В результате все маяки были автоматизированы, а их смотрители сокращены, за исключением небольшого количества бригад в Британской Колумбии, Ньюфаундленде и Лабрадоре и Нью-Брансуике.
Урезание бюджета и технологические изменения в судостроительной промышленности, в том числе рост использования системы глобального позиционирования, электронных навигационных карт и глобальной системы безопасности мореплавания, в последние десятилетия привели к неоднократному пересмотру КБО системы навигационных средств.
Эти пересмотры привели к выводу из эксплуатации буев и береговых сигнальных станций, а также значительному сокращению числа туманных горнов.
1 сентября 2009 года канадские смотрители маяков вновь были извещены о начале процедуры сокращения штатов. К первой очереди, которая должна была завершиться к концу финансового года, относились остров Трайал, остров Энтранс, мыс Мадж и мыс Драйед. Ко второй очереди относились остров Грин, Эдденброк, мыс Кармана, мыс Пачена и остров Кром. Это решение было принято без участия общественности и без каких-либо консультаций, хотя в ходе второй очереди сокращений общественность и заинтересованные группы публично высказывались против увольнений. Очередной шумный протест заставил министра рыболовства Гейл Ши отреагировать на него, и 30 сентября 2009 г. она приостановила процесс сокращения на период пересмотра значения услуг смотрителей маяков. Смотрители маяков сомневались, что этот отчёт не будет в достаточной мере публичным.
Канадская береговая охрана также публикует Уведомления для моряков, в которой информирует моряков о важных вопросах мореплавательной безопасности в канадских водах. Они публикуются ежемесячно в электронном формате и могут быть скачаны с одноимённого веб-сайта. Информация в Уведомлениях для моряков предназначена для облегчения внесения поправок в бумажные карты и навигационные издания.

## Вспомогательные суда Канадской береговой охраны
Вспомогательные суда Канадской береговой охраны (ВСКБО), бывшие Вспомогательные суда Канадского спасания на водах,— некоммерческая организация добровольных лодочников-любителей и торговцев рыбой, которые помогают КБО в поисково-спасательных работах и обучении технике безопасности. Страхование кораблей членов ВСКБО, участвующих в поисково-спасательных операциях, осуществляет КБО, которая также обеспечивает их топливом и покрывает текущие расходы, связанные с выполнением конкретных задач.
ВСКБО позволяют КБО обеспечивать присутствие поисково-спасательных групп во многих изолированных районах побережий Канады без необходимости содержать там постоянные базы или корабли.

## Наследие
В собственности Канадской береговой охраны находятся многие знаковые традиционные здания, в том числе старейший в Северной Америке маяк на острове Самбро. Береговая охрана в различной форме содержит несколько традиционных маяков и разрешает достаточно альтернативное использование этих исторических сооружений. Однако многие исторические здания остаются заброшены, и Береговую охрану нередко обвиняют в пренебрежении и уничтожении зданий, признанных даже на федеральном уровне. Критики отмечают, что Канадская береговая охрана по вопросам сохранения исторических маяков осталась далеко позади соответствующих учреждений других стран, например, США. Ввиду этой обеспокоенности, общественные группы и защитники исторической застройки внесли в канадский парламент проект Закона об охране традиционных маяков.

## Популярная культура
Весной 2008 г. компанией Global Television был начат показ еженедельного канадского телесериала, сюжет которого основан на спасательных операциях воображаемой базы КБО «Порт-Хэллит» на канадском западном побережье. Эта телепрограмма задумывалась под названием Поиск и спасение, но вышла под названием Охрана. Съёмки проходили в Скуомише (Британская Колумбия) и его окрестностях. КБО участвовала в съёмках, предоставляя действующий реквизит, в том числе моторные спасательные шлюпки, вертолёты BO-105 и транспортное средство на воздушной подушке вместе с личным составом.

## Звания
- Матрос
- Звания экипажа — Материально-техническое обеспечение
  - Кок
    - Помощник кока
    - Официант

  - Стюард
  - Администратор/Баталёр
- Звания экипажа — Машинное отделение
  - Двигательный техник
- Звания экипажа — Палуба
  - Палубный матрос
  - Узловой матрос
- Звания экипажа — Офицеры
  - Судоходный офицер
  - Инженерный офицер
  - Офицер снабжения
  - Электротехнический офицер
- Звания экипажа — Командир
  - Капитан

- Береговые звания
  - Электронный технолог
  - Инженеры
    - Ведущий конструктор
    - Инженер объединённой технической службы

  - Морская связь
    - Офицер СМСД

  - Администрация
    - Финансовый аналитик
    - Планировщик
    - Аналитик трудовых ресурсов
    - Специалист по связи
    - Специалист по ИТ

- Старшие командиры
  - Комиссар
  - Заместитель комиссара
  - Генеральный директор по обслуживанию флота
  - Директор

## Знаки отличия и кокарды

### Эполеты
В вооружённых силах эполеты используются для обозначения званий. В КБО они обозначают сферу ответственности и соответствующий уровень оклада.

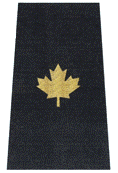
Курсант
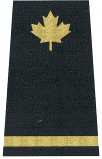
SO-MAO-02
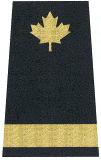
SO-MAO-03
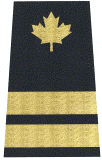
SO-MAO-04

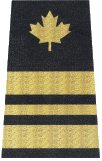
SO-MAO-05—06
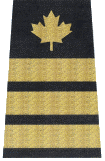
SO-MAO-07—09
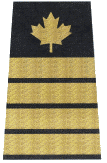
SO-MAO-10—13

Подразделение обозначается цветом ткани между золотой оплёткой. Палубные офицеры, вертолётчики, рулевые транспортных средств на воздушной подушке и координаторы морских поисково-спасательных работ ОСКЦ/МПСЦ не носят какой-либо отличительной одежды.

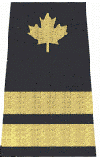
Электротехника и электроника, тёмно-зелёный
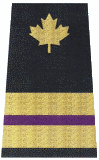
Инженеры, фиолетовый
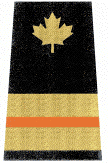
Прибрежный спасательный катер, оранжевый
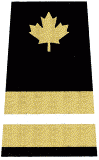
Материально-техническое обеспечение и снабжение, белый
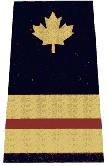
Медосмотр, красно-коричневый
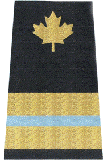
Метеорология, голубой
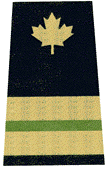
Радио, изумрудно-зелёный
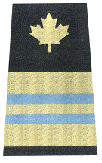
Обучение, синий

### Эмблемы на фуражках

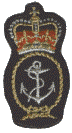
Экипаж
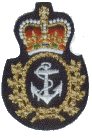
Главный корабельный старшина
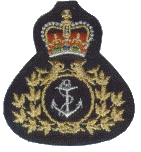
Офицер

### Отличительные знаки квалификации

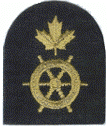
Палуба
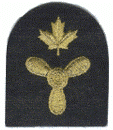
Машинное отделение
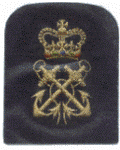
Главный корабельный старшина
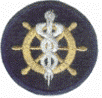
Спасатель-специалист
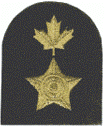
Снабжение

### Медали, награды и значки стажа работы

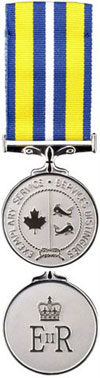
Медаль за образцовую службу
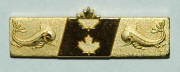
Благодарность комиссара
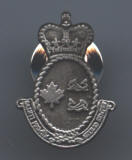
Значок за 10-летний стаж работы
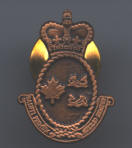
Значок за 15-летний стаж работы
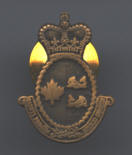
Значок за 20-летний стаж работы
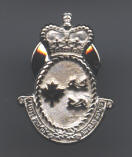
Значок за 25-летний стаж работы
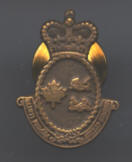
Значок за 30-летний стаж работы
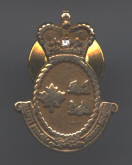
Значок за 35-летний стаж работы